# Basílica de l'Illa del Rei
La Basílica de l'Illa del Rei és un jaciment arqueològic corresponent a un edifici paleocristià destinat al culte, descobert el 1888, a l'illa del mateix nom del Port de Maó, quan casualment va aparèixer un mosaic que presentava semblances amb el de la Sinagoga d'Hamman-Lif al nord d'Àfrica.
L'excavació sistemàtica no va començar, però, fins a 1964, la qual va permetre identificar un edifici basilical de 18,5 metres per 11,5 de tres naus separades per columnes, amb mosaics de tradició siriaco-africana, piscina baptismal circular, restes de l'ara i de la columna que li donava suport. Així mateix, s'hi localitzaren estances annexes, la qual cosa que ha fet suposar que podia tractar-se d'un monestir. Presenta semblances constructives amb la Basílica de Fornàs de Torelló i se suposa que va ser construïda després de la conquesta romana d'Orient, en el primer terç del segle vi.